# Amco
AMCO - Asset Management Company (fino al 18 settembre 2019 Società per la Gestione di Attività – S.G.A.) è una società italiana che opera nel settore finanziario, in particolare nel settore della gestione e del recupero di crediti deteriorati.

## Funzioni
Le funzioni della società sono specificate all'interno dell'art. 3 del suo statuto. Le funzioni principali sono:
- "l'acquisto e la gestione con finalità di realizzo, secondo criteri di economicità, di crediti e rapporti originati da banche [...], da società appartenenti a gruppi bancari iscritti all’albo [...] e da intermediari finanziari iscritti all’albo [...] anche se non appartenenti a un gruppo bancario;[2]
- l'acquisto di "partecipazioni e altre attività finanziarie, inclusi titoli di cartolarizzazione che hanno come sottostante crediti originati da banche, da società appartenenti a gruppi bancari e da intermediari finanziari [...]";[2]
- "l'attività di gestione e recupero giudiziale e stragiudiziale per conto terzi di crediti e rapporti originati da banche, da società appartenenti a gruppi bancari e da intermediari finanziari anche se non appartenenti a un gruppo bancario [...]".[3]

## Storia

### Gli anni novanta
SGA nasce nel 1997 come bad bank del Banco di Napoli, allora in grave crisi, che le ha ceduto le sue attività non remunerative (sofferenze, incagli, crediti ristrutturati e in corso di ristrutturazione, otto partecipazioni societarie). Il valore reale delle 36.000 posizioni che gli sono state affidate ammontava a 12.378 miliardi di lire (6,4 miliardi di euro attuali), svalutati del 30% rispetto al loro valore nominale.
SGA comprò lo stock di crediti deteriorati grazie a un prestito erogato dallo stesso Banco di Napoli (con un tasso tra il 7 e il 10%) che a sua volta fu finanziato da Banca d'Italia, a un tasso dell'1%. Successivamente, ricevette anche le sofferenze e gli incagli di Isveimer.
Tra il 1997 e il 2002, la società ha registrato perdite per 3,7 miliardi, su cui hanno impattato 1,7 miliardi di interessi corrisposti a Banco di Napoli per il finanziamento di cui sopra (totalmente saldato in quei cinque anni), le spese legali, i costi delle struttura, ma soprattutto le ulteriori svalutazioni operate sui crediti acquisiti. Annualmente, Banco di Napoli, tramite le somme derivanti dagli interessi e grazie alle anticipazioni concesse da Banca d'Italia, ha sempre provveduto a ricapitalizzare SGA.
Con l'acquisto di Banco di Napoli da parte di Sanpaolo IMI, SGA confluisce anch'essa nel nuovo gruppo.

### Gli anni duemila
Secondo i dati elaborati dal Servizio Bilancio della Camera dei deputati, SGA è riuscita a recuperare il 90% delle esposizioni a lei affidate, arrivando a detenere, al 31 dicembre 2015, 469 milioni di euro tra cassa e disponibilità liquida più 214 milioni di crediti residui. Infatti, in base alla legge n. 588/1996 SGA non poteva distribuire utili, che conseguentemente sono stati destinati a riserve e investiti in titoli di Stato.
Gli esperti ritengono che tale successo sia derivato da diversi fattori:
- non tutti i crediti erano deteriorati, erano presenti anche posizioni ristrutturate, titoli verso stati esteri, partecipazioni come quella nel Banco di Napoli International S.A., la cui vendita si rivelò poi proficua. La holding, sede in Lussemburgo, era una banca specializzata in finanziamenti internazionali e nel mercato delle valute; aveva chiuso il bilancio 1995 in pareggio e aveva 1.900 miliardi di attivo,[5] ma era considerata possibile fonte di altri rischi per il Banco di Napoli.[6] Fu ceduta a Credem nel 1999;
- il mercato immobiliare fino al 2008 era in forte ascesa e questo trend ha favorito la vendita degli asset sottostanti i crediti deteriorati.

### Gli Npl
Con la legge n. 119/2016, il Ministero dell'Economia e delle Finanze acquisisce da Intesa Sanpaolo il 100% di SGA (con i suoi 74 dipendenti), al prezzo di 600.000 euro, dandole la possibilità di acquistare sul mercato i crediti, le partecipazioni e le attività finanziarie di altri istituti bancari. Ai sensi della normativa vigente, il Ministero aveva in pegno le azioni di SGA.
Nel 2016 sottoscrive una quota del Fondo Atlante 2, sborsando 450 milioni. Nel 2017, con decreto-legge n. 99/2017 si prescrive che Banca Popolare di Vicenza in liquidazione coatta amministrativa e Veneto Banca in liquidazione coatta amministrativa cedano a Società per la Gestione delle Attività i loro crediti deteriorati, le aziende controllate e le attività non acquisite da Intesa Sanpaolo, quantificati in 18 miliardi di euro (valore nominale).